# Claudie Ossard
Claudie Ossard (* 16. Dezember 1943 in Paris) ist eine französische Filmproduzentin.
Claudie Ossard ist seit Anfang der 1980er Jahre als Filmproduzentin tätig. Von 1994 bis 2005 leitete sie ihre eigene Produktionsfirma. 2007 gründete sie mit Chris Bolzli die Eurowide Film Production.
Für Die fabelhafte Welt der Amélie wurde sie mit dem Europäischen Filmpreis ausgezeichnet und zweimal für den BAFTA Film Award nominiert.

## Filmografie (Auswahl)
- 1981: Diva
- 1986: Betty Blue – 37,2 Grad am Morgen (37,2 °C le matin)
- 1989: Marquis de Sade (Marquis)
- 1991: Delicatessen
- 1993: Arizona Dream
- 1995: Die Stadt der verlorenen Kinder (La Cité des enfants perdus)
- 1998: Que la lumière soit!
- 2001: Die fabelhafte Welt der Amélie (Le fabuleux destin d’Amélie Poulain)
- 2006: Paris, je t’aime
- 2009: Ricky – Wunder geschehen (Ricky)
- 2009: Coco Chanel & Igor Stravinsky
- 2009: Rückkehr ans Meer (Le Refuge)
- 2011: Pina
- 2012: In ihrem Haus (Dans la Maison)
- 2015: Foujita